# Naoya Uozato
Naoya Uozato (født 3. august 1995) er en japansk fodboldspiller, som spiller for den japanske fodboldklub Gainare Tottori.